# Xiomara Griffith
Xiomara Yolanda Griffith Mahon (ur. 13 września 1969) – wenezuelska judoczka. Trzykrotna olimpijka. Zajęła siódme miejsce w Barcelonie 1992 i Atlancie 1996 i odpadła w eliminacjach w Sydney 2000. Walczyła w wadze półśredniej i średniej.
Uczestniczka mistrzostw świata w 1991, 1995, 1997 i 1999. Startowała w Pucharze Świata w 1995, 1996 i 2000. Srebrna medalistka igrzysk panamerykańskich w 1999; brązowa w 1991 i 1995. Wygrała igrzyska Ameryki Południowej w 1994. Triumfatorka igrzysk Ameryki Środkowej i Karaibów w 1990 i 1993. Zdobyła cztery medale na mistrzostwach panamerykańskich w latach 1990 – 1999. Wygrała mistrzostwa Ameryki Południowej w 1999 i 2000 roku.

## Letnie Igrzyska Olimpijskie 1992
| Konkurencja | Eliminacje          | Eliminacje                      | Repasaże               | Repasaże         | Klas. końcowa |
| Konkurencja | Przeciwnik I        | 1/4                             | Przeciwnik I           | Przeciwnik II    | Miejsce       |
| ----------- | ------------------- | ------------------------------- | ---------------------- | ---------------- | ------------- |
| 61 kg       | Zsuzsa Nagy (HUN) Z | Catherine Fleury-Vachon (FRA) P | Ileana Beltrán (CUB) Z | Zhang Di (CHN) P | 7.            |

## Letnie Igrzyska Olimpijskie 1996
| Konkurencja | Eliminacje            | Eliminacje                 | Eliminacje                | Repasaże             | Repasaże             | Klas. końcowa |
| Konkurencja | Przeciwnik I          | Przeciwnik II              | 1/4                       | Przeciwnik I         | Przeciwnik II        | Miejsce       |
| ----------- | --------------------- | -------------------------- | ------------------------- | -------------------- | -------------------- | ------------- |
| 61 kg       | Celita Schutz (USA) Z | Michaela Vernerová (CZE) Z | Gella Vandecaveye (BEL) P | Hajer Tbessi (TUN) Z | İlknur Kobaş (TUR) P | 7.            |

## Letnie Igrzyska Olimpijskie 2000
| Konkurencja | Eliminacje            | Klas. końcowa |
| Konkurencja | Przeciwnik I          | Miejsce       |
| ----------- | --------------------- | ------------- |
| 70 kg       | Ylenia Scapin (ITA) P | 1 runda       |